# ويليام ألين
ويليام ألين (بالإنجليزية: William R. Allen)‏ هو سياسي أمريكي، ولد في 25 يونيو 1871 في أناكوندا في الولايات المتحدة، وتوفي في 31 أكتوبر 1953. حزبياً، نشط في الحزب الجمهوري. وقد انتخب عضو مجلس نواب مونتانا.